# Victoria Duval
Victoria Duval (Bradenton, 30 novembre 1995) è una tennista statunitense inattiva dal 2022.

## Biografia
Nel circuito ITF ha vinto tre titoli di cui uno in singolare e due in doppio.
Nei tornei dello Slam ha fatto l'esordio agli US Open 2012 grazie ad una wild-card venendo eliminata al primo turno, l'anno successivo è riuscita a battere l'ex campionessa del torneo Samantha Stosur per poi venire sconfitta al secondo turno. Vanta un secondo turno anche sull'erba di Wimbledon, nel 2014 ha superato le qualificazioni per poi eliminare all'esordio Sorana Cirstea. Durante il torneo londinese ha annunciato di essere affetta dal linfoma di Hodgkin che l'ha costretta ad allontanarsi dai campi di gioco per sottoporsi alla chemioterapia.

## Statistiche ITF

### Singolare

#### Vittorie (1)
| Torneo $100.000 (0) |
| Torneo $80.000 (0)  |
| Torneo $75.000 (0)  |
| Torneo $60.000 (0)  |
| Torneo $50.000 (1)  |
| Torneo $25.000 (0)  |
| Torneo $15.000 (0)  |
| Torneo $10.000 (0)  |

| N. | Data            | Torneo                             | Superficie  | Avversaria in finale | Punteggio |
| 1. | 3 novembre 2013 | Tevlin Women's Challenger, Toronto | Cemento (i) | Tímea Babos          | 7-5, rit. |

#### Sconfitte (6)
| Torneo $100.000 (0) |
| Torneo $80.000 (1)  |
| Torneo $75.000 (0)  |
| Torneo $60.000 (0)  |
| Torneo $50.000 (1)  |
| Torneo $25.000 (3)  |
| Torneo $15.000 (0)  |
| Torneo $10.000 (1)  |

| N. | Data              | Torneo                                    | Superficie  | Avversaria in finale      | Score     |
| 1. | 27 maggio 2012    | Palmetto Pro Open, Sumter                 | Cemento     | Louisa Chirico            | 4-6, 3-6  |
| 2. | 20 aprile 2014    | Dothan Pro Tennis Classic, Dothan         | Terra verde | Grace Min                 | 3-6, 1-6  |
| 3. | 24 settembre 2017 | Lubbock Challenger, Lubbock               | Cemento     | Alisa Klejbanova          | 0-6, 2-6  |
| 4. | 29 ottobre 2017   | Tennis Classic of Macon, Macon            | Cemento     | Anna Karolína Schmiedlová | 4-6, 1-6  |
| 5. | 16 giugno 2019    | Palmetto Pro Open, Sumter                 | Cemento     | Hailey Baptiste           | 2-6, 5-7  |
| 6. | 12 giugno 2022    | Santo Domingo Women's Open, Santo Domingo | Cemento     | Jana Kolodjnska           | 0-6, rit. |

### Doppio

#### Vittorie (2)
| Torneo $100.000 (2) |
| Torneo $80.000 (0)  |
| Torneo $75.000 (0)  |
| Torneo $60.000 (0)  |
| Torneo $50.000 (1)  |
| Torneo $25.000 (1)  |
| Torneo $15.000 (0)  |
| Torneo $10.000 (0)  |

| N. | Data              | Torneo                             | Superficie  | Compagna         | Avversarie in finale          | Punteggio           |
| 1. | 1º novembre 2013  | Tevlin Women's Challenger, Toronto | Cemento (i) | Françoise Abanda | Melanie Oudin Jessica Pegula  | 7-6(5), 2-6, [11-9] |
| 2. | 22 settembre 2017 | Lubbock Challenger, Lubbock        | Cemento     | Alisa Klejbanova | Karman Thandi Ana Veselinović | 2-6, 6-4, [10-8]    |

#### Sconfitte (2)
| Torneo $100.000 (2) |
| Torneo $80.000 (0)  |
| Torneo $75.000 (0)  |
| Torneo $60.000 (0)  |
| Torneo $50.000 (1)  |
| Torneo $25.000 (1)  |
| Torneo $15.000 (0)  |
| Torneo $10.000 (0)  |

| N. | Data            | Torneo                                      | Superficie  | Compagna         | Avversarie in finale                | Punteggio |
| 1. | 30 ottobre 2011 | Puerto Rico Women's Challenger, Bayamón     | Cemento     | Allie Kiick      | Chanel Simmonds Ajla Tomljanović    | 3-6, 1-6  |
| 2. | 26 ottobre 2013 | National Bank Challenger Saguenay, Saguenay | Cemento (i) | Françoise Abanda | Marta Domachowska Andrea Hlaváčková | 5-7, 3-6  |

## Risultati in progressione
| Sigla | Risultato               |
| ----- | ----------------------- |
| V     | Vincitore               |
| F     | Finalista               |
| SF    | Semifinalista           |
| O     | Oro olimpico            |
| A     | Argento olimpico        |
| SF    | Bronzo olimpico         |
| QF    | Quarti di Finale        |
| 4T    | Quarto turno            |
| 3T    | Terzo turno             |
| 2T    | Secondo turno           |
| 1T    | Primo turno             |
| RR    | Round Robin             |
| LQ    | Turno di qualificazione |
| A     | Assente                 |
| ND    | Non disputato           |

| Legenda superfici    |
| -------------------- |
| Cemento              |
| Terra battuta        |
| Erba                 |
| Superficie variabile |

### Singolare nei tornei del Grande Slam
| Torneo          | 2012 | 2013 | 2014 |
| --------------- | ---- | ---- | ---- |
| Australian Open | A    | A    | A    |
| Open di Francia | A    | A    | A    |
| Wimbledon       | A    | A    | 2T   |
| US Open         | 1T   | 2T   | A    |

### Doppio nei tornei del Grande Slam
Nessuna partecipazione

### Doppio misto nei tornei del Grande Slam
| Torneo          | 2012 | 2013 | 2014 |
| --------------- | ---- | ---- | ---- |
| Australian Open | A    | A    | A    |
| Open di Francia | A    | A    | A    |
| Wimbledon       | A    | A    | A    |
| US Open         | A    | 1T   | A    |